# Borgo Ticino
Borgo Ticino (piemontiul: Borgh Tisen vagy Borgh Tisin) település Olaszországban, Piemont régióban, Novara megyében. Lakosainak száma 5173 fő (2023. január 1.). Borgo Ticino Agrate Conturbia, Comignago, Varallo Pombia, Gattico-Veruno, Castelletto sopra Ticino és Divignano községekkel határos.

## Népesség
A település népességének változása:
| Lakosok száma | 5137 | 5089 | 5173 |
|               | 2017 | 2018 | 2023 |